# Arctium debrayi
Arctium debrayi là một loài thực vật có hoa trong họ Cúc. Loài này được Senay mô tả khoa học đầu tiên năm 1936.